# 東小泉駅
東小泉駅（ひがしこいずみえき）は、群馬県邑楽郡大泉町東小泉一丁目にある、東武鉄道小泉線の駅である。駅番号はTI 44。
小泉線は当駅で館林 - 西小泉間の本線と太田方面との支線が分岐しており、太田方面と館林、西小泉方面は当駅で乗り換えとなる。

## 歴史
- 1941年（昭和16年）12月1日 - 太田 -（現）東小泉間が1941年6月1日に開通したことを受け、小泉信号所として開業[1][2]。
- 1942年（昭和17年）4月 - 東小泉駅と改称し、旅客営業を開始（代わりに小泉町駅での旅客営業を中止）[2]。
- 1955年（昭和30年） - 旅客営業を廃止し、再び信号所となる（代わりに小泉町駅での旅客営業を再開）[2]。
- 1977年（昭和52年）4月1日 - 西邑楽高校開校にあわせて旅客営業を再開[3]。
- 2012年（平成24年）3月17日 - TI 44の駅ナンバリングが導入。

当駅が信号所であった時期は、西小泉 - 太田間および西小泉 - 館林間の両運行系統の間での乗り換え専用施設であり、信号所での乗下車はできなかった。

東小泉駅の変遷 信号所時代は駅舎が撤去され、乗換用のホームのみがあった 帰属：国土交通省「国土画像情報（カラー空中写真）」 配布元：国土地理院地図・空中写真閲覧サービス

## 駅構造
島式ホーム1面2線を有する地上駅である。木造駅舎を有する。駅舎は線路の南側に立地し、ホームとは跨線橋により連絡している。駅舎に設置された自動券売機にて特急りょうもう号の乗車券を購入することができる。ホームと駅舎の間はある程度の空間がある。ホームの西小泉方には待合室、館林方にはトイレがそれぞれ設置されている。
通常は、駅舎反対側の2番線に太田方面に折り返す列車が発着し、1番線は館林 - 西小泉間の列車が発着する。
全列車について乗り換えに際し階段の昇り降りの必要がない。

### のりば
| 番線 | 路線   | 方向 | 行先       | 備考     |
| ---- | ------ | ---- | ---------- | -------- |
| 1    | 小泉線 | 下り | 西小泉方面 |          |
| 1    | 小泉線 | 上り | 館林方面   |          |
| 2    | 小泉線 | 上り | 館林方面   | 一部のみ |
| 2    | 小泉線 | 支線 | 太田方面   |          |

太田方面の列車はほとんどが桐生線へ直通するが、案内サインではあまり強調されていない。
大部分の列車は、まず2番線に太田方面行きを止めておき、1番線に西小泉行きが入って接続する。
先に西小泉行きが発車し、2 kmほど先の終点西小泉で数分停車し折り返し、館林行きとなって当駅に戻ってくる。
再び太田方面との接続をとって、両列車とも発車する。このようにして、各方面との接続の利便性を確保している。

### 付記
2番線では運転士に出発信号機が開通したことを知らせるメロディとして「乙女の祈り」が流れる。列車発車後も信号の現示が赤に変わるまで流れる。
かつてはホーム上には次列車の行先のみを表示する発車標が設置されており、主に桐生線直通の赤城行が発着する2番線側には太田へ向かうことを強調するために『太田方面』の張り紙が貼られていた。

## 利用状況
2024年度の1日平均乗降人員は1,255人である。
近年の1日平均乗降人員の推移は下表の通りである｡
| 年度               | 1日平均 乗降人員 | 出典       |
| ------------------ | ---------------- | ---------- |
| 2003年（平成15年） | 2,170            |            |
| 2004年（平成16年） | 1,677            |            |
| 2005年（平成17年） | 1,671            |            |
| 2006年（平成18年） | 1,566            |            |
| 2007年（平成19年） | 1,574            |            |
| 2008年（平成20年） | 1,528            |            |
| 2009年（平成21年） | 1,482            |            |
| 2010年（平成22年） | 1,384            |            |
| 2011年（平成23年） | 1,382            |            |
| 2012年（平成24年） | 1,495            |            |
| 2013年（平成25年） | 1,612            |            |
| 2014年（平成26年） | 1,590            |            |
| 2015年（平成27年） | 1,595            |            |
| 2016年（平成28年） | 1,614            |            |
| 2017年（平成29年） | 1,604            | [ 東武 2 ] |
| 2018年（平成30年） | 1,573            | [ 東武 3 ] |
| 2019年（令和元年） | 1,517            | [ 東武 4 ] |
| 2020年（令和02年） | 1,131            | [ 東武 5 ] |
| 2021年（令和03年） | 1,247            | [ 東武 6 ] |
| 2022年（令和04年） | 1,207            | [ 東武 7 ] |
| 2023年（令和05年） | 1,212            | [ 東武 8 ] |
| 2024年（令和06年） | 1,255            | [ 東武 1 ] |

## 駅周辺

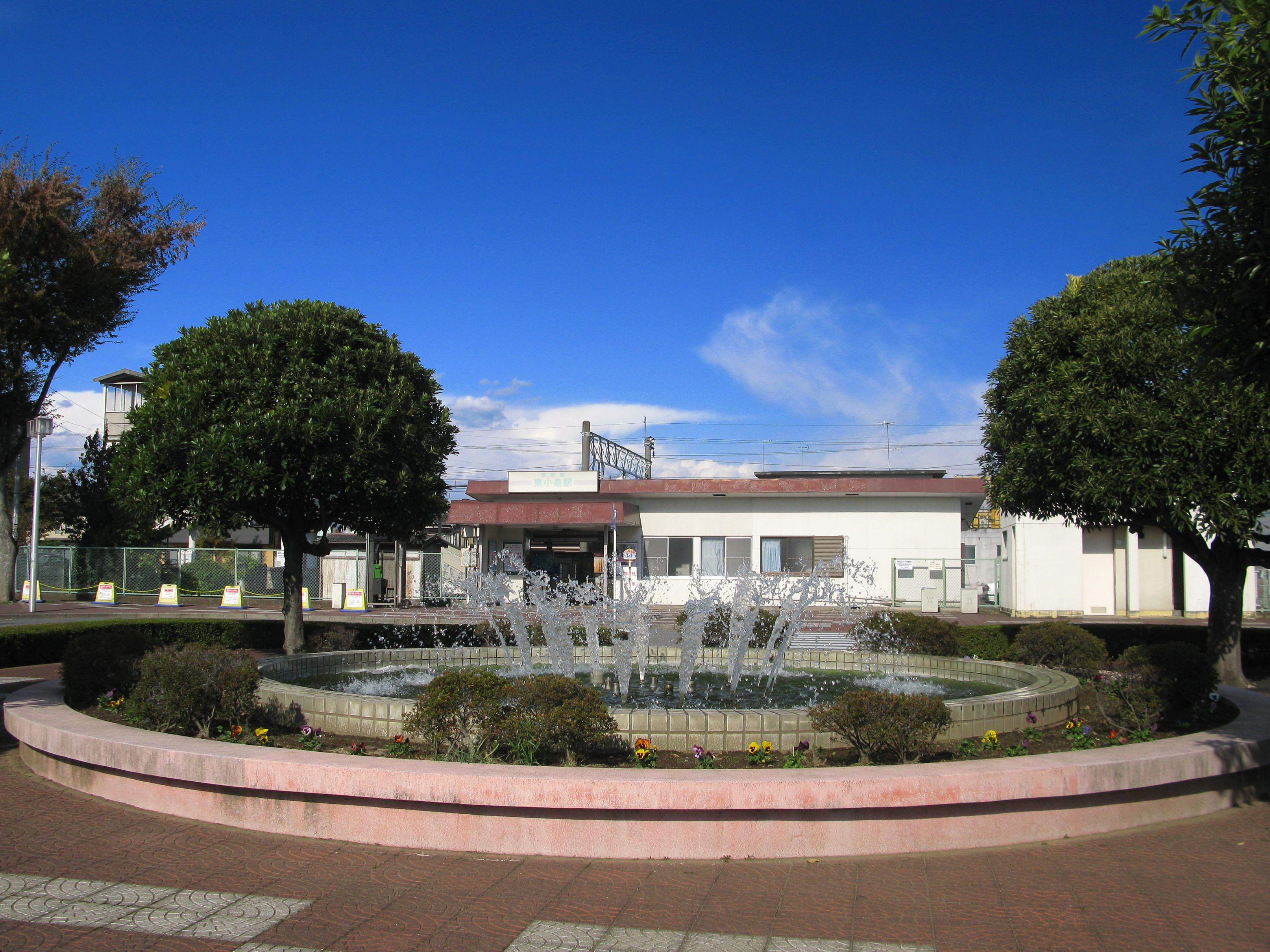
駅前の様子 （2012年11月）

駅舎横に公衆電話があり、駅前広場にはロータリーがある。住宅は南側に多い。駅の敷地のすぐ横には線路に沿った形で住宅が並んでいる。
- 国道354号
- 大泉警察署
- 群馬県立西邑楽高等学校
- 大泉町立東小学校
- 新邑楽病院
- いずみの杜
- 御正作公園
- SUBARU大泉寮

## バス路線
2017年現在、東小泉駅周辺に路線バスは乗り入れていない。
2005年（平成17年）から2016年（平成28年）までは大泉町の町内循環バスさわやか（東ルート）が「東小泉駅」バス停に乗り入れていた。

## 隣の駅
東武鉄道
 小泉線（本線）
篠塚駅 (TI 43) - 東小泉駅 (TI 44) - 小泉町駅 (TI 45)
 小泉線（支線）
東小泉駅 (TI 44) - 竜舞駅 (TI 47)